# BAC Jet Provost
El BAC Jet Provost fue un avión de entrenamiento a reacción de fabricación británica, empleado por la Fuerza Aérea Real Británica (RAF) desde 1955 hasta 1993. El Jet Provost también fue exportado, sirviendo en diferentes fuerzas aéreas del mundo. El Jet Provost se basa en el entrenador a pistón Percival P.56 Provost, diseñado por Percival Aircraft Ltd.

## Diseño y desarrollo

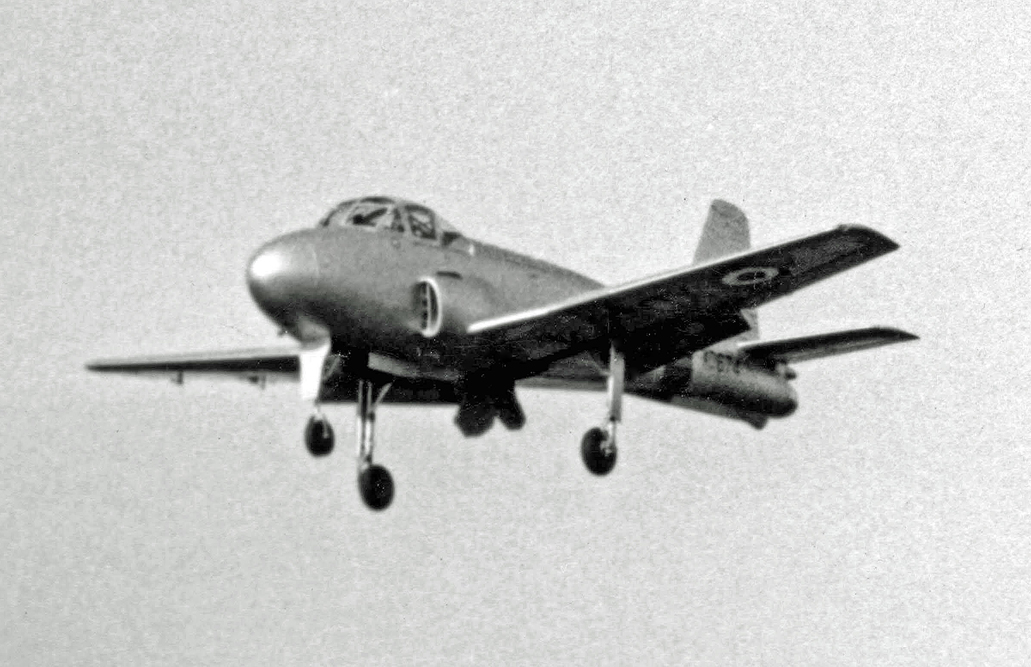
El prototipo Jet Provost T.1 con el tren de aterrizaje alargado, en el Farnborough Air Show de 1954.

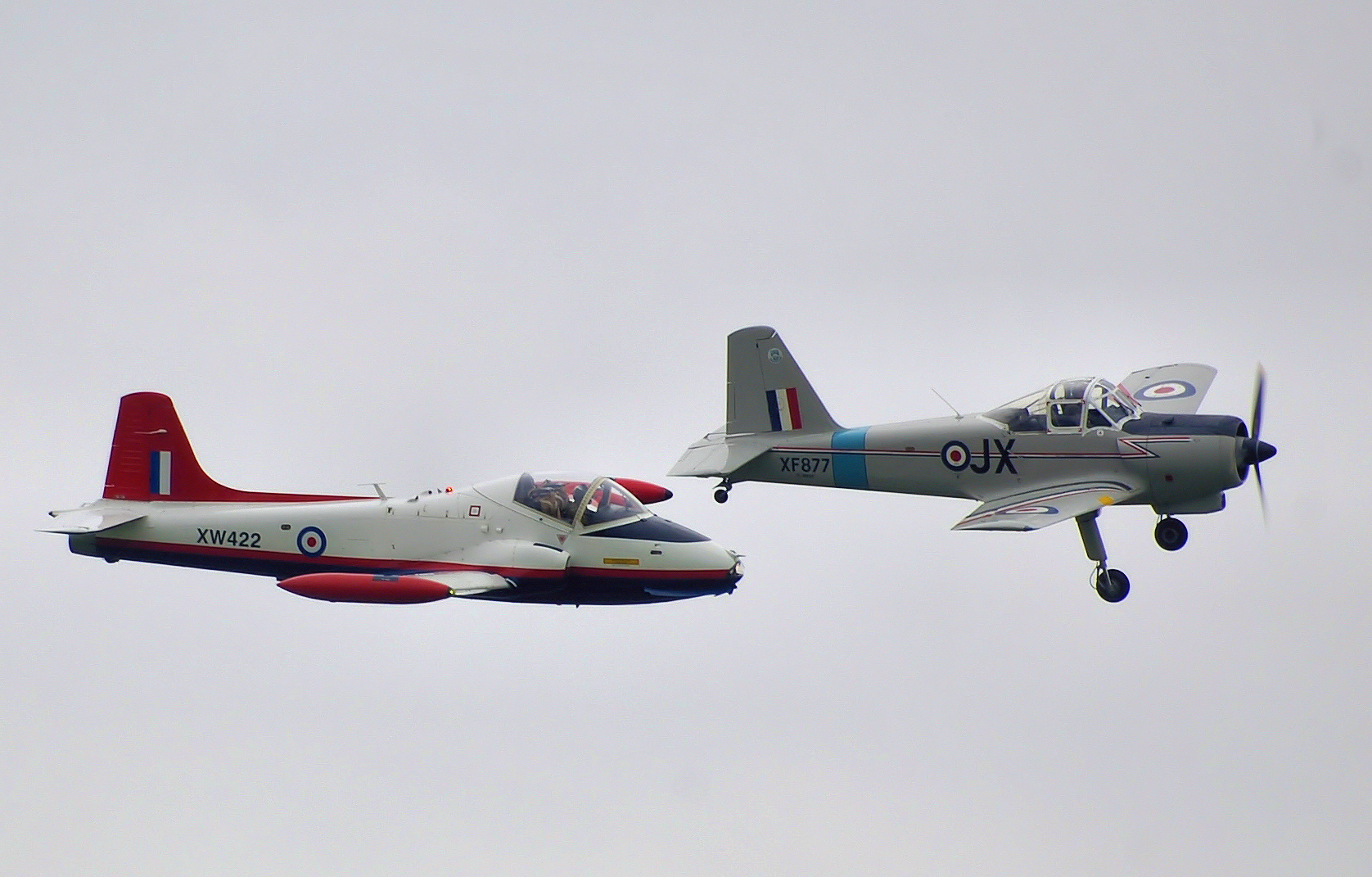
Un BAC Jet Provost volando en formación con un Hunting Provost.

En los años 1950, la Fuerza Aérea Real Británica publicó un requerimiento para equiparse con un nuevo avión de entrenamiento a reacción, diseñado con tal fin. Hunting Percival desarrolló el Jet Provost, tomando como base el avión de entrenamiento con motor a pistón Percival P.56 Provost. El 26 de junio de 1954, el prototipo XD674 realizó su primer vuelo desde la factoría ubicada en el Aeropuerto de Luton. El Ministerio del Aire realizó un pedido inicial por diez Jet Provost T1.
En junio de 1957, se realizó un segundo pedido por una versión mejora denominadaJet Provost T3, que disponía de un motor Armstrong Siddeley Viper, de mayor potencia, asientos eyectables, un rediseño de la aeronave y un tren de aterrizaje más corto y reforzado.
El T4 se presentó en 1961, con una nueva versión del motor Viper, que se sucedió la versión T5, con cabina presurizada, en 1967.
El T51 fue una versión armada de Jet Provost, vendida a Ceylán, Kuwait y Sudán. Montaba dos ametralladoreas de 7,7 mm. El T52 fue otra versión de exportación, vendida a Irak, Yemen del Sur, Sudán y Venezuela, con el mismo armamento que el T51. El T55 fue la última versión del Jet Provost, que fue vendida a Omán.
Del Jet Provost se acabaría desarrollando una versión de ataque, denomindada como BAC Strikemaster.

## Usuarios
Australia

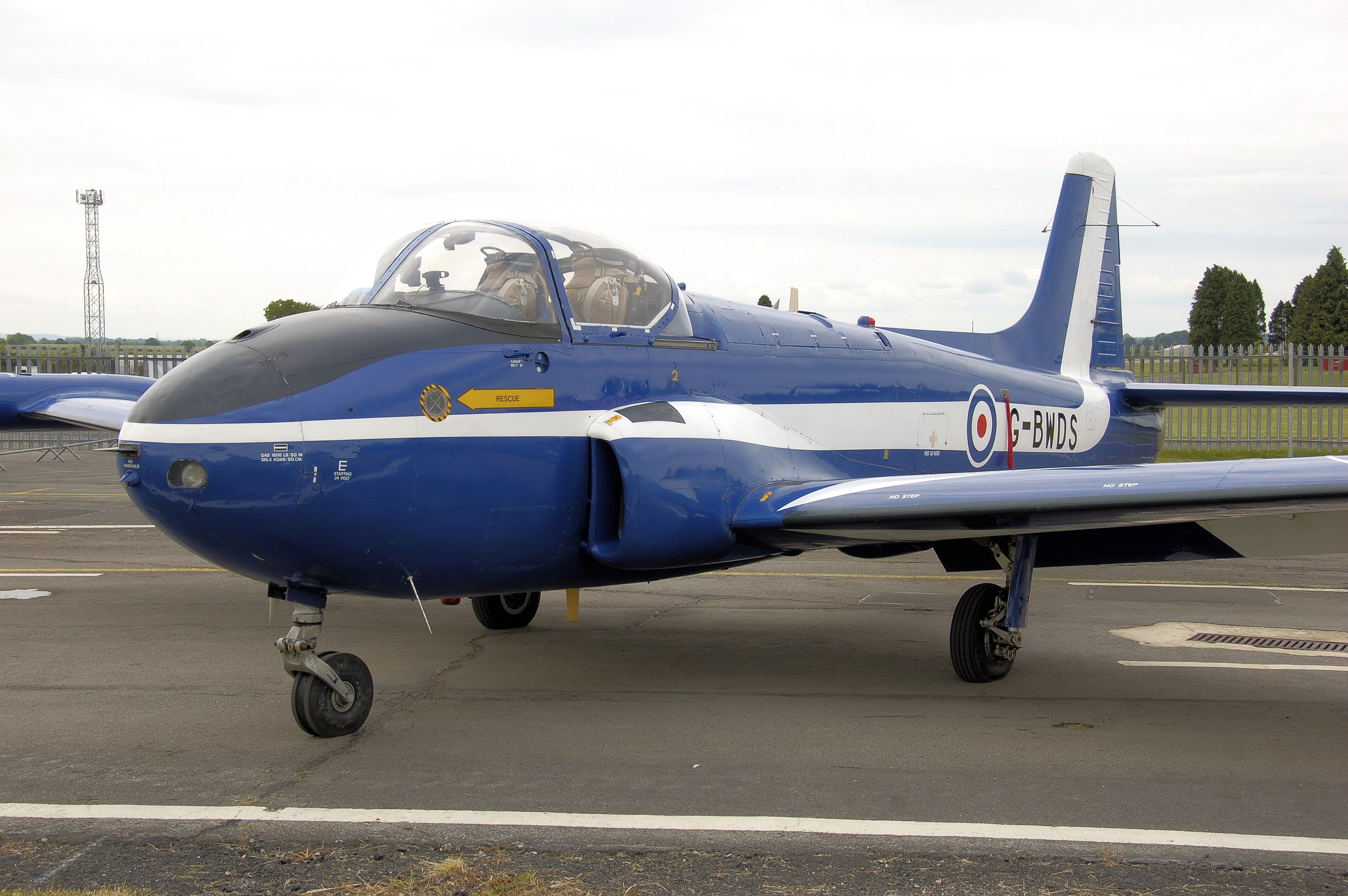
Un Jet Provost T.3a en los colores de la Fuerza Aérea Real Británica.

- Real Fuerza Aérea Australiana - Un únicio ejemplar para evaluación, que no llegó a entrar en servicio con la RAAF.

 Sri Lanka
- Real Fuerza Aérea de Ceylán - Recibió 12 Jet Provost T51.

 Irak
- Fuerza Aérea Iraquí - recibió 20 Jet Provost T52.

 Kuwait
- Fuerza Aérea Kuwaití - recibió 6 Jet Provost T51.

 Omán
- Real Fuerza Aérea de Omán - recibió 5 Jet Provost T55.

 Singapur
- Fuerza Aérea de la República de Singapur - recibió 3 Jet Provost T.52 (pertenecientes anteriormente a Yemen del Sur).[1][2][3][4]

 Yemen del Sur
- Fuerza Aérea de Yemen del Sur

 Sudán
- Fuerza Aérea de Sudán - recibió 10 Jet Provost T51 y 8 T52.

 Reino Unido
- Fuerza Aérea Real Británica

 Venezuela
- Fuerza Aérea Venezolana - recibió 15 Jet Provost T52.

### Aeronaves similares
- HAL Kiran
- Canadair CL-41
- Cessna T-37 Tweet
- Fokker S.14 Machtrainer
- Saab 105